# Johan Samuelsson (sångare)
Rolf Erik Johan Samuelsson Toloue, ursprungligen Samuelsson, född 17 oktober 1971 i Hejnums församling i Gotlands län, är en svensk musikalartist.

## Biografi
År 1987 vann han länsfinalen av Musik Direkt med rockgruppen B.A.G. Han medverkade som solist i Talang 89 samt deltog i den lokala tävlingen Tiljans Talanger. Genom deltagandet i Musik Direkt med B.A.G. blev det en turné 1987–1988 i Frankrike, Belgien, Luxemburg och Kanada. Samuelsson utbildade sig i dans vid Visby dansskola samt vid Kulturamas tvååriga musikalartistutbildning i Stockholm.
Samuelsson har ägnat sig åt tävlingsdans och blev den första svenska Europamästaren i rock'n'roll 1984, då tillsammans med partnern Eva Johansson. År 1985 blev han svensk mästare i rock'n'roll. Han har vunnit Lag-SM där hans tävlingsform var jitterbug. Vid nordiska mästerskapen i disco freestyle i Norge 1989 kom han tvåa. 
Den första stora musikalen han medverkade i var Sound of Music på Göta Lejon i Stockholm 1996, där han gjorde rollen som Rolf. Han har vidare medverkat i West Side Story, Grease, Cats, Elisabeth, Jesus Christ Superstar, Tartuffe, Djungelboken, Sugar, Dirty Dancing vid produktioner i Danmark, Italien, Sverige och Tyskland.
I Tyskland finns han samlings-CD:n Musical Stars 2, med låten "To where you are", skriven av Linda Thomson och Richard Marx.
År 1996 tilldelades han Sigge Fürsts minnespris. 
Samuelsson har även medverkat i svensk TV, bland annat Razzel, Lilla sportspegeln och Hylands hörna.

## Musikteater
- 2020 - Grease[2]
- 2019 - Annie[3]
- 2018 - Sound Of music[4]
- 2017 - Das Phantom Der Oper
- 2015-2016 - Das Phantom Der Oper
- 2011-2010 - Chicago
- 2009-2008 - Shadows of Motown
- 2007 - Mangrant[5]
- 2007 - Karibiens pirater
- 2006 - West Side Story
- 2006 - West Side Story
- 2006 - Djungelboken
- 2005 - Bratpack show
- 2005-2004 - Sugar
- 2003 - Cats
- 2003-2002 - Elisabeth
- 2002-2001 - Jesus Christ Superstar
- 2000 - West Side Story
- 2000 - Tartuffe]
- 1999 - Dirty Dancing
- 1998 - West Side Story
- 1998 - West Side Story
- 1998-1997 - Grease
- 1997-1996  - Sound of Music
- 1996 - Guldhatten
- 1995 - Dreamscape
- 1994 - Grönsakernas Värld
- 1994 - Den heliga natten